# Magnolia gustavii
Magnolia gustavii är en magnoliaväxtart som beskrevs av George King. Magnolia gustavii ingår i släktet Magnolia och familjen magnoliaväxter. Inga underarter finns listade i Catalogue of Life.